# Elaeagnus epitricha
Elaeagnus epitricha — вид квіткових рослин з родини маслинкових (Elaeagnaceae). Поширення: Японія (Сікоку, Кюсю).